# 阿布都克尤木·库尔班
阿布都克尤木·库尔班（1982年7月9日—，化名阿不都艾则孜、比拉力、孜克日亚），维吾尔族，恐怖组织东突厥斯坦伊斯兰运动成员，为中华人民共和国公安部认定通缉的第三批东突分子之一，被国际刑警组织通缉。

## 犯罪活动
2002年8月，阿布都克尤木·库尔班出境前往中亚某国，并于2003年9月到达南亚某国加入东突厥斯坦伊斯兰运动恐怖活动组织，接受暴力恐怖训练。2007年，库尔班在组织训练营地接受了长达半年的体能、枪械、制造爆炸装置等恐怖技能培训，逐渐成为该组织主要骨干。库尔班之后在“组织中担任宣传负责人。
自2009年以来，库尔班多次进行极端思想和暴力恐怖宣传。2011年8月和10月，库尔班两次在组织制作并发布的恐怖声明视频中以主要人物身份出现，煽动中国境内极端分子和恐怖活动人员采取自杀式炸弹袭击、持刀砍杀无辜群众等方式实施恐怖活动。受其煽动，多名在中国境内的极端分子非法出境参加恐怖训练，部分无法出境的极端分子则在中国境内实施了暴力恐怖活动。